# Navedo
Navedo es una localidad del municipio cántabro de Peñarrubia (España). Tenía 44 habitantes en el año 2023 (INE).
Está a 280 m s. n. m. y dista medio kilómetro de Linares, la capital municipal.
Celebra la Nuestra Señora el 15 de agosto.
Pasa por este lugar un arroyo, el río Naveo o Navedo, que en su descenso hacia el río Deva, del que es afluente, forma la garganta de la Agüera Naveo, un desfiladero lateral respecto al de La Hermida.
Hay en esta localidad un castaño.
De su patrimonio destaca la iglesia de Nuestra Señora del Valle (siglo XVI). Su interior alberga un retablo y un ábside con bóveda de terceletes; tiene espadaña en el hastial. Puede verse aquí una Virgen con Niño de finales del siglo XV.